# X Japan World Tour 2010/2011
A X Japan World Tour 2010/2011 é a primeira turnê mundial da banda de hard rock e heavy metal do Japão, X Japan. O primeiro show aconteceu no dia 14 de agosto em Yokohama, Japão no Nissan Stadium. No dia seguinte ocorreu o segundo show. A banda também se apresentou na Ásia, América do Norte, Europa e América do Sul.

## Visão Global
A turnê mundial começou em Yokohama, Japão, no Nissan Stadium. Os dois shows receberam o nome de WORLD TOUR Live in YOKOHAMA Super Push Through Life's Ups and Downs ~ Facing the World~
No mês de setembro começa a parte estadunidense da turnê mundial, com sete shows, cinco nos Estados Unidos e dois no Canadá, passando em Los Angeles, Oakland, Seattle, Vancouver, Chicago, Toronto e Nova Iorque.
Já no ano seguinte em 2011, precisamente no dia 28 de junho o X Japan volta com a turnê mundial na Europa com quatro shows, na Inglaterra, França, Holanda e Alemanha. Os ingressos para os shows da Inglaterra e Alemanha se esgotaram rapidamente[carece de fontes?]. O dia 28 de junho também coincide com o lançamento de "Jade", décimo nono single da banda.
No mês de agosto o X Japan participa do festival de música Summer Sonic, nos dois dias de festival, dia 13 em Osaka e dia 14 em Tóquio.
E pela primeira vez o X Japan faz shows na América Latina, com shows marcados no mês de Setembro. Foram cinco shows, o primeiro no Chile, no dia 9; Brasil, no dia 11; Argentina, no dia 14; Peru, no dia 16 e México no dia 18.
Nos meses de outubro e novembro o X Japan excursiona no continente asiático, passando por Seul no dia 28 de outubro, Xangai no dia 30, Hong Kong no dia 4 de novembro, Taipei no dia 06 e, por fim, Bangkok no dia 8 de novembro.

## Shows em 2010

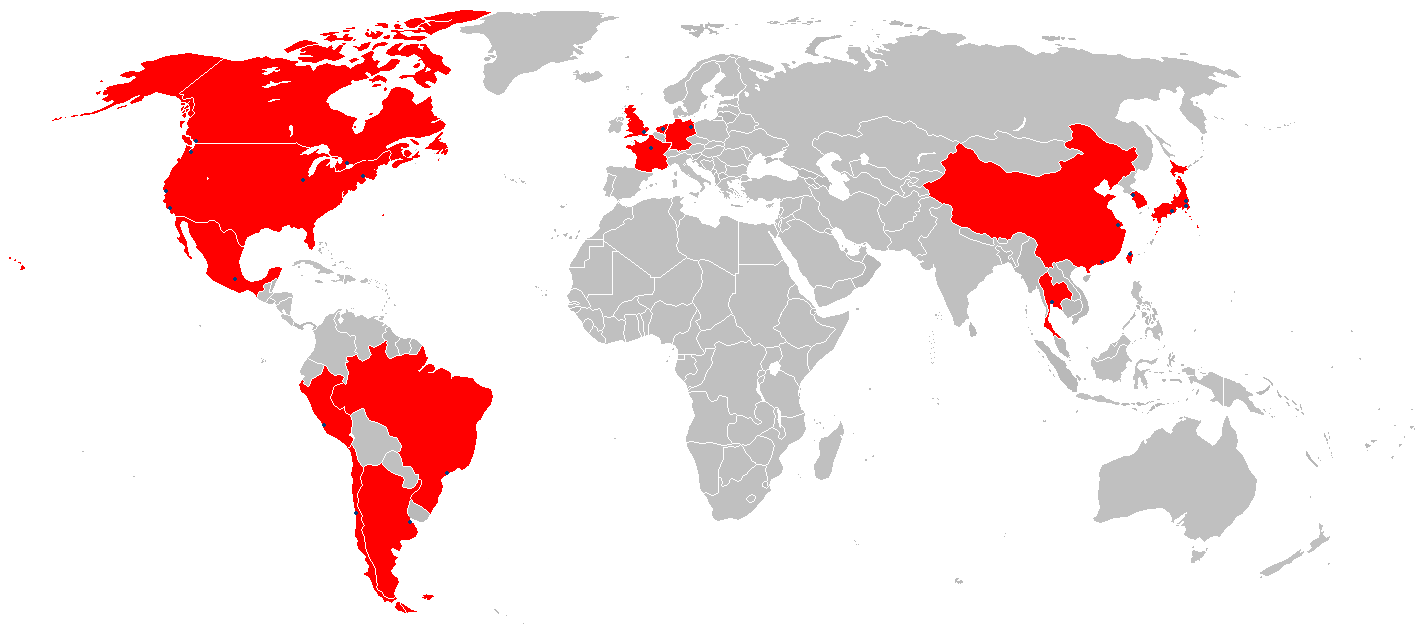
Mapa mostrando os locais onde o X Japan fez shows nesta turnê

Japão (1º Parte)
| 14/08/2010 | Yokohama | Japão | Nissan Stadium |
| 15/08/2010 | Yokohama | Japão | Nissan Stadium |

América do Norte
| 25/09/2010 | Los Angeles,CA | Estados Unidos | Wiltern Theatre         |
| 28/09/2010 | Oakland,CA     | Estados Unidos | Fox Theatre             |
| 01/10/2010 | Seattle,WA     | Estados Unidos | Paramount Theatre       |
| 03/10/2010 | Vancouver,BC   | Canadá         | Queen Elizabeth Theatre |
| 06/10/2010 | Chicago,IL     | Estados Unidos | Riviera                 |
| 07/10/2010 | Toronto,ON     | Canadá         | Massey Hall             |
| 10/10/2010 | Nova Iorque,NY | Estados Unidos | Roseland Ballroom       |

## Shows em 2011
Europa
| 28/06/2011 | Londres | Inglaterra | Shepherds Bush Empire |
| 01/07/2011 | Paris   | França     | Le Zénith             |
| 02/07/2011 | Utrecht | Holanda    | Tivoli                |
| 04/07/2011 | Berlim  | Alemanha   | Collumbiahalle        |

Japão (2º Parte)
| 13/08/2011 | Osaka  | Japão | Summer Sonic Festival |
| 14/08/2011 | Tóquio | Japão | Summer Sonic Festival |

América Latina
| 09/09/2011 | Santiago         | Chile     | Teatro Caupolican |
| 11/09/2011 | São Paulo        | Brasil    | HSBC Brasil       |
| 14/09/2011 | Buenos Aires     | Argentina | Teatro Colegiales |
| 16/09/2011 | Lima             | Peru      | Scencia Hall      |
| 18/09/2011 | Cidade do México | México    | Circo Volador     |

Ásia
| 28/10/2011 | Seul      | Coreia do Sul | Olympic Park Gymnastics Stadium |
| 30/10/2011 | Xangai    | China         | Shanghai Grand Stage            |
| 04/11/2011 | Hong Kong | China         | Asia World Expo                 |
| 06/11/2011 | Taipei    | Taiwan        | TWTC Nangang Exhibition Hall    |
| 08/11/2011 | Bangkok   | Tailândia     | Impact Arena                    |

## Setlists
Setlist do show em Yokohama no Japão
1. "Jade"
2. "Rusty Nail"
3. "Drain"
4. "Forever Love" (versão acústica com violino)
5. "Piano Solo"
6. "Tears"
7. "Kurenai"
8. "Born to be Free"
9. "Guitar & Bass Jam Session"
10. "Drum Solo"
11. "I.V."
12. "Unfinished"
13. "X"
14. "Endless Rain"
15. "Tears (SE)"
16. "Forever Love (SE)"

Setlist do show em Berlim, na Alemanha
1. "Intro"
2. "Jade"
3. "Rusty Nail"
4. "Silent Jealousy"
5. "Drain"
6. "Solo de Violino"
7. "Kurenai"
8. "Born To Be Free"
9. "Solo de Bateria e de Piano "
10. "I.V."
11. "X"
12. "Forever Love"
13. "Endless Rain"
14. "Art of Life" (A partir do solo de Piano)

## Banda
- Yoshiki - Bateria e Piano
- Toshi - Vocal
- Heath - Baixo e Backing Vocals
- Pata - Guitarra
- Sugizo - Guitarra, Violino e Backing Vocals